# Johann Eberhard Blaumann
Johann Eberhard Blaumann (Böblingen, 1732. július 4. – Nagyszeben, 1786. február 5.) német származású erdélyi építész, szobrász, kőfaragó.

## Élete
Németországi kereskedőcsaládból származott, 1756-ban szerzett Nagyszebenben polgárjogot. Ugyanebben az évben vette feleségül a városi evangélikus lelkész, Conrad Daniel lányát. 1769-ben kérvénnyel folyamodott Mária Teréziához, mely szerint a szobrászat nem biztosítja a megélhetését és építőmesteri állást kér. A városi tanács kedvezőtlen véleménye alapján a gubernium először elutasította a folyamodványt, de 1770-ben (valószínűleg Bánffy György pártfogása miatt) mégis kinevezték Nagyszeben városi építőmesterének. Ebben a hivatalában kötelessége volt a nyilvános épületek felügyelete, illetve új városi épületek tervezése. A kolozsvári Bánffy-palota építése során a szebeni magisztrátus nehezményezte Blaumann gyakori és hosszas távollétét és 1775-ben javasolták a városi építőmesteri állás megszüntetését, végül 1776 novemberében felfüggesztették állásából. Ettől kezdve haláláig Bánffy Györgynek dolgozott; vitatott feltételezések szerint a zsibói Wesselényi-kastélynak is ő volt a tervezője.

## Művei
- Bonchidai Bánffy-kastély
- Kolozsvári Bánffy-palota
- Kolozsvári minorita templom
- Nagyszebeni Brukenthal-palota befejezése